# Римський театр (Картахена)
Римський театр у Картахені ( ісп. Teatro Romano de Cartagena ) — давньоримський театр розташований у Картахені, Іспанія.

## Загальна інформація
Споруду звели між 5 і 1 роками до н.е. Театр вміщував близько 7000 глядачів і використовувався до 3 століття, після чого опинився під будівлями пізніших періодів. 
В 1988 році античну споруду відкрив археолог з Університету Мурсії Себастьян Рамальо Асенсіо й у підсумку під час розкопок під його керівництвом вдалося досягнути того, щоб театр можна було відвідувати як музей. 
21 січня 1999 року театр в Картахені оголосили культурним надбанням у категорії пам'ятників. Це найбільш відвідувана пам'ятка і музейний простір у регіоні, де в 2019 році побувало 251 633 відвідувачів, що становить понад 40% відвідувань усіх музеїв регіону.

## Історія

### Будівництво
Римський театр був побудований за часів імператора Августа. У 44 році до н.е. місто було піднесено до рангу римської колонії під назвою Colonia Vrbs Iulia Nova Carthago (C.V.I.N.C.), а невдовзі після цього імператор Август розпочав реалізацію амбітного плану з романізації та урбанізації міста.
Театр був присвячений Луцію Цезарю та Гаю Цезарю, онукам Октавіана Августа, чиї імена викарбувані на двох великих сірих мармурових перемичках над східним та західним входами до театру. З цієї причини відомо, що він був побудований між 5 і 1 роками до нашої ери.
Він був побудований з різних матеріалів: вапняк і мармур з Кабесо-Гордо (Торре-Пачеко), пісковик з місцевих кар'єрів, колони з червоного травертину з Мули, всі скульптурні прикраси театру, які були зроблені з білого п'ятикутного мармуру з Греції і, цілком можливо, вирізані в імператорських майстернях в самому Римі і завезені до міста спеціально для будівництва театру.

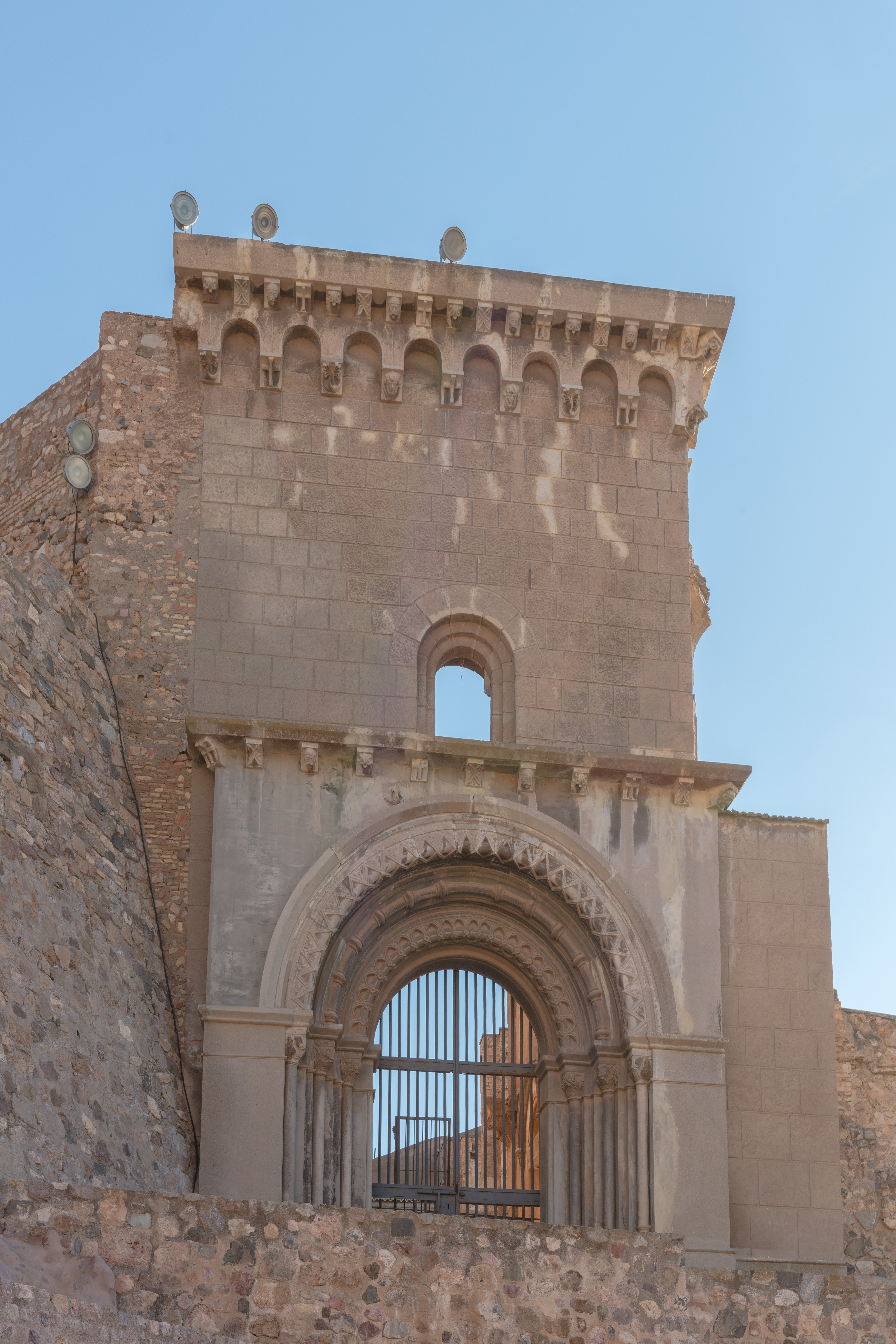
Собор над театром

### Комерційний квартал над театром
У III столітті, після того як Карфаген став римською провінцією, місто пережило певний демографічний та економічний підйом. У той час з'явилася нова споруда – колонадний ринок, який був побудований прямо над старим театром, використовуючи його матеріали. Таким чином, головна площа нового ринку отримала форму напівкола, яка раніше була частиною театру. Велика частина оригінальних матеріалів театру, таких як колони, капітелі і скульптури, була використана у будівництві цього ринку. Так відбулась перебудова, але приблизно 60% матеріалів старого театру все ще залишається на своєму місці, хоча й в іншому вигляді.
Після руйнування міста вандалами у 425 році ця ринкова площа, ймовірно, була сильно пошкоджена і вийшла з ужитку.
Під час відновлення римського порядку візантійським імператором Юстиніаном I, місто, яке отримало нову назву Карфаген Спартарія, було не тільки реконструйоване, але й переобладнане. У VI столітті, на руїнах римського театру, було зведено новий комерційний квартал.

### Собор над театром
Кафедральний собор Картахени, Санта-Марія-ла-Майор був зведений над візантійським кварталом і над верхньою кавеєю театру в 13 столітті. Багато стін собору містять залишки з різних періодів, деякі з них можна віднести до театру. 

## Виявлення та реставрація
Театр відкрили випадково у 1988 році, коли розпочалося будівництво Centro regional de artesanía. Споруда була захована під численними шарами історичних періодів (візантійського, андалузького, пізньосередньовічного), а про її існування не залишилося жодних записів. 
Таке захоронення під пізнішими спорудами дозволило зберегти велику кількість оригінальних матеріалів театру на місці — біля 60%.
Реставрація пам'ятки, що і так знаходилась у дуже хорошому стані, проводилася під технічним керівництвом археолога Себастьяна Рамальо Асенсіо та була частково завершена у 2008 році. У цій реставрації дотримувались критерію чіткого розмежування між оригінальними та новими матеріалами. Реставрація портика не була завершена до 2020 року. 
У той же час, архітектору Рафаелю Монео доручили побудувати Музей римського театру Картахени , який урочисто відкрили 11 липня 2008 року.

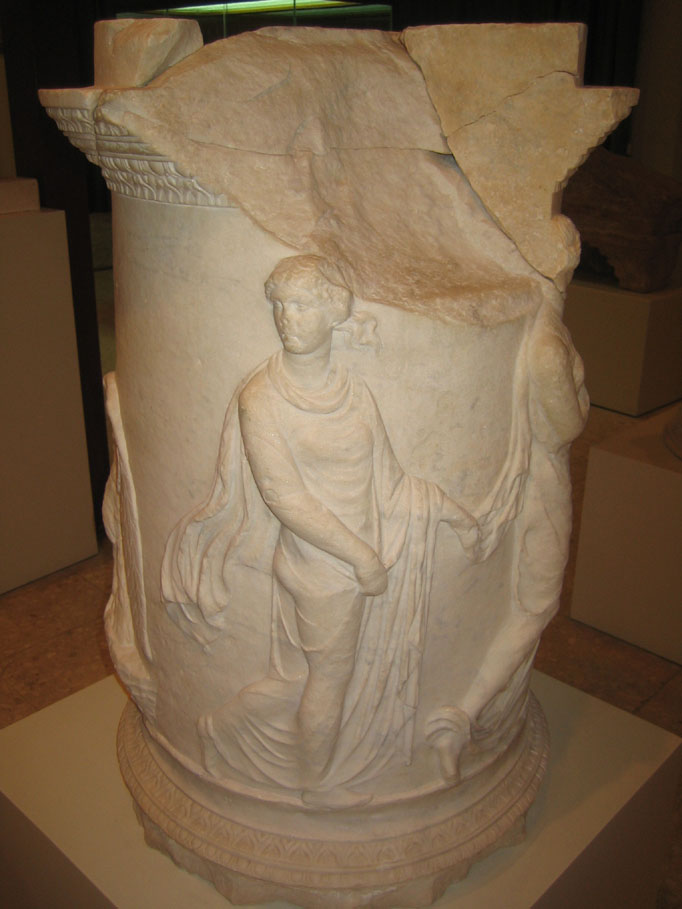
Вівтар Юпітера, знайдений у римському театрі Картахени. Музей римського театру.

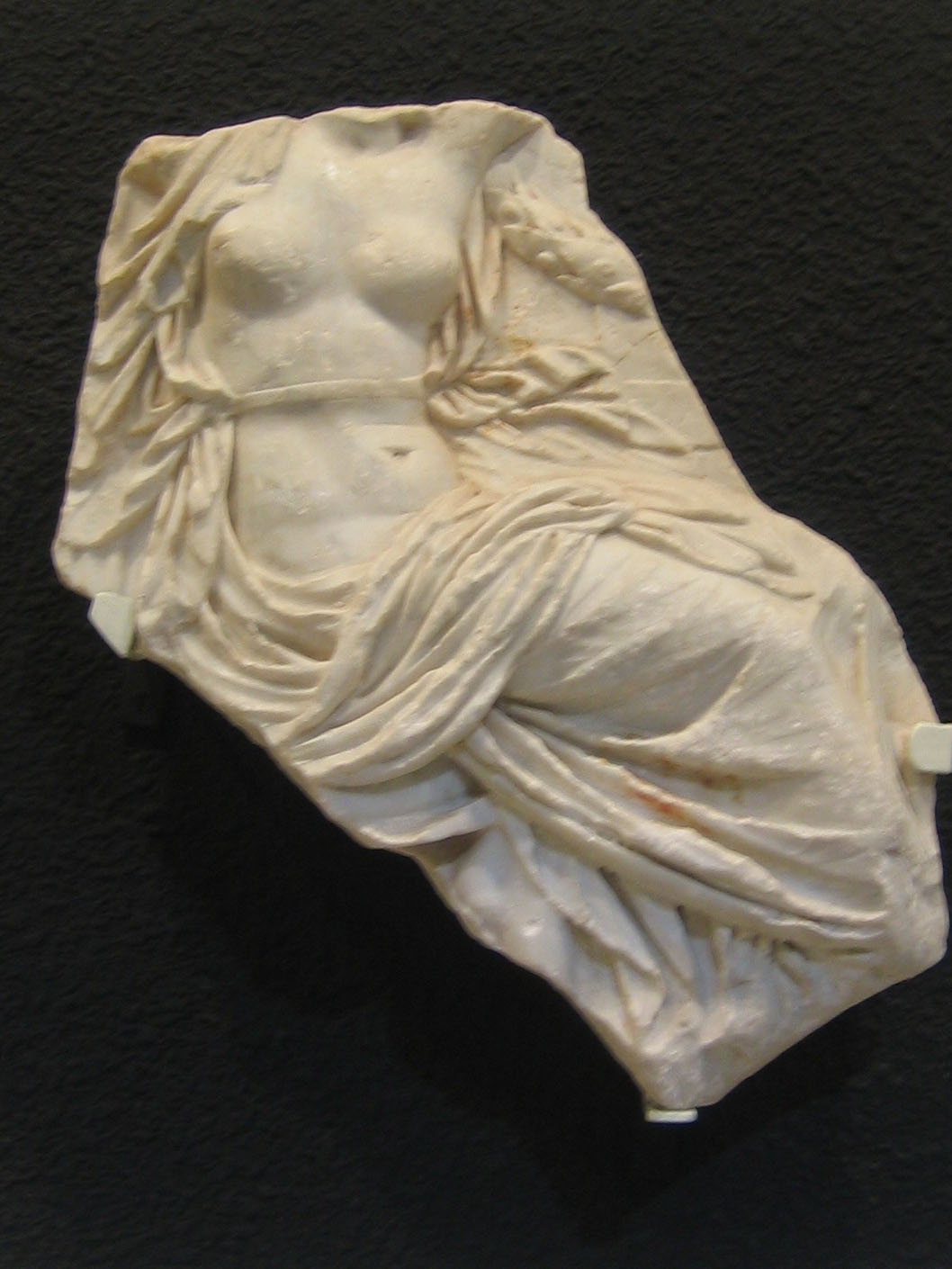
Рея Сільвія. Музей римського театру.

## Архітектура

### Конфігурація
Діаметр кавеї становить 87,6 метрів, вона вміщує близько 7 000 глядачів. Це одна з найбільших у римській Іспанії, її перевершують лише кавея в Кордубі (124,3 метри), кавея в Гадесі (120 метрів), кавея в Цезараугусті (107 метрів) та кавея в Клунії Сульпіції (91 метр). Театр був виритий майже повністю в скелі, використовуючи північний схил пагорба Кастільо-де-ла-Консепсьйон, що відповідає класичному типу театру на схилі пагорба, в якому вирізані нижня і центральна частини кавеї, хоча бічні частини будівлі мали б спиратися на склепінчасті галереї.
Архітектура споруди базується на моделі, розробленій Вітрувієм, і складається:
- Мальовничий фасад із подвійною колонадою, де колони виготовлені з рожевого мармуру, а капітелі — з білого.
- Оркестр - півколом перед сценою, де сиділи представники влади.
- Кавея - місце, де, відповідно до соціального статусу, сиділи глядачі.
- Авансцена - простір перед сценою.
- Портик за сценою - обнесений портиком двір за сценою.

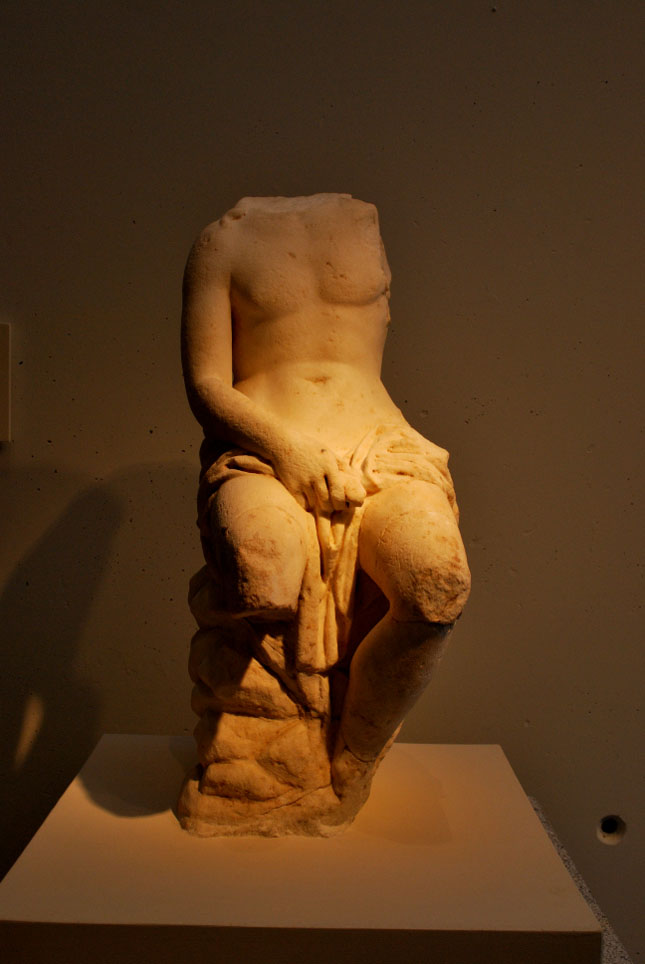
Аполлон. Музей римського театру.

### Орнаментальні елементи
Театр був задуманий з амбітною орнаментальною програмою: здається, що багато витворів були виліплені з грецького мармуру в імператорських майстернях у самому Римі.
Багато матеріалів збереглися завдяки їх повторному використанню будівельним матеріалом у фундаменті пізнього римського ринку в 5 столітті.
Серед виявлених робіт були:
- Три круглі вівтарі, присвячені Капітолійській трійці (Юпітеру, Юноні та Мінерві) та кортежу Аполлона (Граціям, Музам та Годині).
- Коринфські капітелі мальовничого фронтону.
- Скульптура Аполлона, що грає на цитрі.
- Скульптурний барельєф Реї Сільвії.